# Clanculus kraussii
Clanculus kraussii is een slakkensoort uit de familie van de Trochidae. De wetenschappelijke naam van de soort werd in 1846 gepubliceerd door Rodolfo Amando Philippi.